# 戚国淦
戚国淦（1918年—2010年7月21日），原籍贵州省修文县，生于热河承德，中国翻译家，历史学家。毕业于燕京大学。北京师范学院教授。重点研究中世纪史，曾任中国“世界中世纪史研究会”理事长。译著有《法兰克人史》、《查理大帝传》、《西方的没落》、《佛罗伦萨史》等。